# Eléftheros Týpos
Ne doit pas être confondu avec Eleftherotypía.
Eléftheros Týpos (en grec : Ελεύθερος Τύπος, La Presse libre) est un journal quotidien grec plutôt de centre-droit, qui parut de 1983 à juin 2009.
Fondé par le groupe de presse Lilian Voudouri, il a connu son heure de gloire dans les années 1980, surtout dans les milieux conservateurs et libéraux. Il est partisan de la construction européenne et de réformes (plus libérales) de l'économie grecque.
En 2006, Eléftheros Týpos a été acheté par l'armateur Theodoros Angelopoulos, époux de Yánna Angelopoúlou-Daskaláki présidente du comité d'organisation des Jeux olympiques d'été de 2004.
Le 22 juin 2009, le couple de propriétaires a annoncé la fin du journal qui perdait de l'argent. Eléftheros Týpos était couplé avec la radio athénienne City 99.5 qui ferme elle aussi. En tout, 500 personnes se sont retrouvées au chômage.
Le journal fut racheté par le groupe de presse DBAS et a commencé à reparaître le 9 novembre 2009.
Le journal a reçu l’European Newspaper Award en 2007.